# Monsieur Vincent
Monsieur Vincent é um filme de drama francês de 1947 dirigido por Maurice Cloche. Venceu o Oscar de melhor filme estrangeiro na edição de 1948, representando a França.

## Elenco
- Pierre Fresnay